# Laurenzo Lapage
Laurenzo Lapage (* 14. April 1966 in Opbrakel) ist ein belgischer Sportlicher Leiter und ehemaliger Radrennfahrer.

## Sportliche Laufbahn
1987 belegte Laurenzo Lapage den zweiten Platz bei der belgischen Meisterschaft im Zweier-Mannschaftsfahren der Amateure, gemeinsam mit Danny De Bie. Im Jahr darauf wurde er nationaler Meister in der Mannschaftsverfolgung, mit Gino Primo, Erwin Buysse und Gilbert Kaes. 1995 wurde er mit Etienne De Wilde Dritter der Europameisterschaft im Zweier-Mannschaftsfahren und gewann den Silbernen Adler von Köln, mit Rik Van Slycke. Lapage startete bei insgesamt 68 Sechstagerennen; beste Platzierung war ein dritter Platz beim Sechstagerennen von Grenoble 1997, gemeinsam mit Andrea Collinelli.
1992 startete Lapage beim Giro d’Italia, konnte das Rennen aber nicht beenden.

## Berufliches
2002 beendete Lapage seine aktive Radsport-Laufbahn. In der Folge wurde er Sportlicher Leiter bei verschiedenen Teams, darunter Discovery Channel und Rock Racing. Ende Dezember 2009 wechselte er zum Team Astana für die Saison 2010. Von 2012 bis 2021 war er bei dem damals neuformierten australischen Team GreenEdge Cycling Team tätig. Seit 2023 arbeitete Lapage beim Team Intermarché-Wanty.
Lapage betreibt im belgischen Brakel das Unternehmen LauRenzo Lapage Sports für Sportkleidung.

## Erfolge
1984
- Belgischer Junioren-Meister – Einerverfolgung

1985
- Belgischer Amateur-Meister – Mannschaftsverfolgung (mit Rik Van Slycke, Didier De Witte und Erwin Buysse)

1986
- Belgischer Amateur-Meister – Dernyrennen

1987
- Belgischer Amateur-Meister – Zweier-Mannschaftsfahren (mit Johan Bruyneel)

1988
- Belgischer Amateur-Meister – Mannschaftsverfolgung (mit Gino Primo, Erwin Buysse und Gilbert Kaes)

1989
- Belgischer Amateur-Meister – Dernyrennen
- Belgischer Meister – Einerverfolgung

1994
- Belgischer Meister – Punktefahren

1995
- Europameisterschaft – Zweier-Mannschaftsfahren (mit Etienne De Wilde)[5]